# Кобрин, Александр Исаакович
Алекса́ндр Исаа́кович Ко́брин (род. 9 июня 1943, Москва) — советский и российский учёный-механик. Доктор физико-математических наук (1988), профессор (1990) кафедры робототехники, мехатроники, динамики и прочности машин (РМДиПМ) НИУ «МЭИ».

## Биография
Родился 9 июня 1943 года в Москве, в родильном доме № 7 имени Г. Л. Грауэрмана на Большой Молчановке (в настоящее время — дом № 7 по улице Новый Арбат).
В 1960 году с золотой медалью окончил среднюю школу № 189 города Москвы. В том же году поступил на механико-математический факультет Московского государственного университета имени М. В. Ломоносова, который окончил в 1965 году по кафедре прикладной механики.
По окончании в 1968 году аспирантуры отделения механики мехмата МГУ (где его научным руководителем был И. В. Новожилов) А. И. Кобрин с 1969 по 1975 годы работал научным сотрудником Института механики МГУ. В 1971 году защитил на мехмате МГУ диссертацию на соискание учёной степени кандидата физико-математических наук (тема — Динамика тела с полостью, заполненной несжимаемой вязкой жидкостью).
С 1975 года А. И. Кобрин работает на кафедре теоретической механики (в 2010 году переименована в кафедру теоретической механики и мехатроники, а в 2016 году преобразована в кафедру робототехники, мехатроники, динамики и прочности машин, РМДиПМ) Московского энергетического института (МЭИ): старшим преподавателем, с декабря 1979 года — доцентом, с июня 1989 года по июнь 2003 года — профессором, с июля 2003 года по 2008 год — заведующим кафедрой, а с 2009 года — вновь профессором (одновременно он работал в Институте механики МГУ в должности ведущего научного сотрудника). В декабре 1987 года защитил на мехмате МГУ диссертацию на соискание учёной степени доктора физико-математических наук (тема — Асимптотические модели в динамике твёрдых тел при электро- и гидродинамических воздействиях). Читает лекции и ведёт практические занятия по курсам «Теоретическая механика», «Теория колебаний и динамика машин», «Теоретические основы робототехники», «Прикладные методы теории колебаний», «Математические модели локомоционных и манипуляционных роботов» и др., руководит курсовыми и дипломными работами студентов.
В 2017 году А. И. Кобрину присвоено Почетное звание «Почётный работник сферы образования Российской Федерации».
В 2018 году А. И. Кобрин стал лауреатом премии Фонда развития МЭИ «Почёт и признание поколений».
А. И. Кобрин — член Научно-методического совета по теоретической механике при Министерстве образования и науки Российской Федерации (с 2002 года; в настоящее время — заместитель председателя совета), член Российской ассоциации искусственного интеллекта (с 2005 года), член Российского Национального комитета по теоретической и прикладной механике (с 2006 года).

## Научная деятельность
Научные работы А. И. Кобрина посвящены механике и смежным областям науки. К сфере его научных интересов относятся теоретическая механика, динамика твёрдого тела, подверженного электромагнитным, аэро- и гидродинамическим воздействиям, теория гироскопов, теория управления движением, теория дифференциальных уравнений, робототехника, мехатроника.
В своих работах, связанных с решением задач динамики твёрдого тела в различных физических полях, А. И. Кобрин активно применял различные асимптотические методы исследования дифференциальных уравнений с малым параметром при старших производных. В частности, в статье, посвящённой исследованию движения тела с полостью, заполненной вязкой жидкостью с малых числом Рейнольдса, он обосновал возможность применения таких методов и предложил алгоритм построения асимптотического разложения по схеме А. Б. Васильевой. Здесь же, рассматривая линеаризованные уравнения движения тела и жидкости вблизи состояния покоя, А. И. Кобрин ввёл в рассмотрение «оператор переноса», характеризующий переносное движение жидкости, и доказал его важнейшие свойства.
В работах А. И. Кобрина, выполненных им совместно с И. В. Новожиловым и Ю. Г. Мартыненко, были получены важные результаты в задаче обоснования прецессионной теории гироскопических систем и развит предложенный С. А. Ломовым метод регуляризации сингулярно возмущённых систем в применении к нелинейным системам с быстрыми и медленными переменными.
Принципиально важные результаты, полученные А. И. Кобриным при исследовании сложных механических систем, описываемых совместными системами обыкновенных дифференциальных уравнений и уравнений в частных производных, легли в основу его докторской диссертации (1987 год).
Начиная с 2000 года, на кафедре РМДиПМ под научным руководством А. И. Кобрина был выполнен ряд НИР в области робототехники и мехатроники, одним из результатов которых стала защита кандидатских диссертаций: О. Ю. Синявским (2011 год, тема — Обучение спайковых нейронных сетей на основе минимизации их энтропийных характеристик в задачах анализа, запоминания и адаптивной обработки пространственно-временной информации), Б. И. Адамовым (2016 год, тема — Применение аппарата неголономных связей в задачах идентификации параметров и управления движением), В. А. Александровым (2018 год, тема — Разработка и исследование коллективных алгоритмов  для системы динамических объектов на основе имитационного и аппаратного моделирования с приложением к гомогенной группе мобильных роботов).
В 2003 году в МЭИ торжественно отмечалось 25-летие запуска студенческого искусственного спутника Земли (ИСЗ) — радиолюбительского спутника связи (выведен на орбиту 26 октября 1978 года совместно с ИСЗ «Космос-1045»), в разработке которого, выполненной силами Студенческого конструкторского бюро (СКБ) МЭИ, принимала участие группа сотрудников Энергомашиностроительного факультета (ныне ЭнМИ) — А. Е. Булкин, А. И. Кобрин, Ю. Г. Мартыненко, И. В. Новожилов, И. В. Орлов, В. Е. Хроматов. В связи с юбилеем они были награждены одной из высших наград Федерации космонавтики России — медалью «За заслуги».
А. И. Кобрин сыграл важную роль в создании, организации и проведении в течение многих лет Всероссийского фестиваля мобильных роботов имени Е. А. Девянина, ставшего одной из новых технологий подготовки студентов российских университетов в области робототехники. Им был составлен проект программы организации работ по проведению в 1999 году первого такого фестиваля, оргкомитет которого возглавили академики Д. Е. Охоцимский и В. А. Садовничий; А. И. Кобрин стал членом оргкомитета.

## Публикации
А. И. Кобрин — автор свыше 120 печатных научных работ. Среди них:

### Отдельные издания
- Зацепин М. Ф., Кобрин А. И., Мартыненко Ю. Г., Новожилов И. В. . Алгоритмы решения задач аналитической динамики. — М.: МЭИ, 1988. — 84 с.
- Зацепин М. Ф., Кобрин А. И., Мартыненко Ю. Г., Новожилов И. В. . Алгоритмы решения задач кинематики системы твёрдых тел. — М.: Изд-во МЭИ, 1989. — 78 с.
- Кобрин А. И., Панкратьева Г. В. . Колебания. Управление. Устойчивость. — М.: Изд-во МЭИ, 1994. — 36 с.
- Досаев М. З., Кобрин А. И., Локшин Б. Я., Самсонов В. А., Селюцкий Ю. Д. . Конструктивная теория МВЭУ. Учебное пособие. Ч. 1. — М.: Изд-во Моск. ун-та, 2007. — 76 с. — ISBN 978-5-211-05429-5.
- Досаев М. З., Кобрин А. И., Локшин Б. Я., Самсонов В. А., Селюцкий Ю. Д. . Конструктивная теория МВЭУ. Учебное пособие. Ч. 2. — М.: Изд-во Моск. ун-та, 2007. — 88 с. — ISBN 978-5-211-05429-5.

### Некоторые статьи
- Кобрин А. И., Мартыненко Ю. Г., Новожилов И. В. . Об устойчивости двухкоординатных систем автоматического сопровождения // Анализ и синтез систем автоматического управления / Отв. ред. Б. Н. Петров. — М.: Наука, 1968. — 406 с. — С. 382—384.
- Кобрин А. И.  К задаче о движении тела с полостью, заполненной вязкой жидкостью, относительно центра масс в потенциальном поле массовых сил // Прикладная математика и механика. — 1969. — Т. 33, № 3. — С. 431—440.
- Кобрин А. И., Мартыненко Ю. Г.  Об одном методе построения асимптотического решения задачи о движении гироскопа в кардановом подвесе // Известия АН СССР. Механика твёрдого тела. — 1971. — № 3. — С. 40—47.
- Кобрин А. И., Мартыненко Ю. Г.  Применение теории сингулярно возмущённых уравнений для исследования гироскопических систем // Доклады АН СССР. — 1976. — Т. 230, № 1. — С. 52—55.
- Кобрин А. И., Мартыненко Ю. Г., Новожилов И. В.  О прецессионных уравнениях гироскопических систем // Прикладная математика и механика. — 1976. — Т. 40, № 2. — С. 230—237.
- Кобрин А. И., Мартыненко Ю. Г.  Асимптотическое решение слабо нелинейной системы // Дифференциальные уравнения. — 1977. — Т. 13, № 6. — С. 108—119.
- Кобрин А. И., Мартыненко Ю. Г.  Движение проводящего твёрдого тела в высокочастотном магнитном поле // Доклады АН СССР. — 1980. — Т. 255, № 5. — С. 1063—1066.
- Кобрин А. И., Мартыненко Ю. Г.  Движение проводящего твёрдого тела около центра масс в медленно изменяющемся магнитном поле // Доклады АН СССР. — 1981. — Т. 261, № 5. — С. 1070—1073.
- Кобрин А. И.  Асимптотическое решение задачи о движении проводящего твёрдого тела в магнитном поле // Дифференциальные уравнения. — 1985. — Т. 21, № 10. — С. 1070—1073.
- Окунев Ю. М., Кобрин А. И., Садовничий В. А.  Математическое моделирование пространственной задачи внешней баллистики динамически симметричного тела с высокими несущими свойствами // Фундаментальная и прикладная математика. — 1998. — Т. 4, № 3. — С. 975—1008.
- Мартыненко Ю. Г., Кобрин А. И., Ленский А. В.  Декомпозиция задачи управления мобильным одноколёсным роботом с невозмущаемой гиростабилизированной платформой // Доклады Академии наук. — 2002. — Т. 255, № 5. — С. 1063—1066.
- Кобрин А. И., Синявский О. Ю.  Обучение с подкреплением спайковой нейронной сети в задаче управления агентом в дискретной виртуальной среде // Нелинейная динамика. — 2011. — Т. 7, № 4. — С. 859—875.
- Кобрин А. И., Александров В. А., Синявский О. Ю.  Программно-аппаратный комплекс для моделирования задач обучения, потоковой обработки сенсорной информации и адаптивного группового управления мобильными роботами // Вестник Нижегородского университета им. Н. И. Лобачевского. — 2011. — № 4-5. — С. 2237—2239.
- Кобрин А. И.  Принцип максимальности производства энтропии в задаче перехода движущихся механизмов в фазу двойной опоры // Вестник МЭИ. — 2013. — № 4. — С. 25—29.
- Александров В. А., Кирик К. А., Кобрин А. И. . Программное обеспечение комплекса аппаратного моделирования алгоритмов группового управления // Trends in Applied Mechanics and Mechatronics. Т. 1 / Под ред. М. Н. Кирсанова. — М.: ИНФРА-М, 2015. — 120 с. — (Научная мысль). — ISBN 978-5-16-011287-9. — С. 66—69.
- Адамов Б. И., Кобрин А. И.  Методы аналитической механики в задаче адаптивной идентификации со связями // Вестник Московского университета. Серия 1: Математика. Механика. — 2016. — № 5. — С. 63—67.
- Адамов Б. И., Кобрин А. И.  Идентификация параметров математической модели мобильной роботизированной платформы всенаправленного движения KUKA youBot // Мехатроника, автоматизация, управление. — 2018. — Т. 19, № 4. — С. 251—258. — doi:10.17587/mau.19.251-258.